# أيفار
الأيفار (مساعدة:أصد للإنجليزية: /ˈaɪvɑːr/; كتابة كريلية: Ajвар, Aйвар) هو نوع من التوابل يصنع تحديداً من الفليفلة الحلوة والباذنجان. أصبح هذا التابل طبقاً جانبياً شهيراً في يوغوسلافيا بعد الحرب العالمية الثانية، وهو مشهور في جنوب شرق أوروبا.
يُصنع الأيفار محلي الصنع من الفلفل المشوي. اعتمادًا على محتوى الكابسيسين في الفلفل الحلو (الفليفلة) وكمية الفلفل الحار المضافة، يمكن أن يكون الأيفار حلوًا (تقليديًا) أو لاذعًا (الأكثر شيوعًا) أو حارًا جدًا. يمكن تناول الأيفار كطعام يدهن على الخبز أو كطبق جانبي. من أنواع الأيفار نوع يحعلى طماطم وباذنجان، ويصنع نوع آخر من الفلفل الأخضر والمردقوش.
سُجّل أيفار ليسكوفاتس وأيفار مقدونيا الشمالية في المنظمة العالمية للملكية الفكرية بهدف حماية أسمائها التجارية.

## الأصل والتسمية
يعود أصل الاسم إلى اللغة التركية حيث أخذ من الكلمة havyar، ومعناها ويعني "بطرخ مملّح، ويشترك في الاسم مع الكافيار المشتقة من كلمة "xaviyar" الفارسية. قبل القرن العشرين، كان الإنتاج المحلي من الكافيار من نهر الدانوب كبيراً، بسبب انتقال أسماك الحفش من البحر الأسود إلى بلغراد. كان الأيفار المحلي، الكافيار، طبقاً شائعاً جداً في منازل ومطاعم بلغراد،  لكن الإنتاج المحلي للكافيار أصبح غير مستقر في تسعينيات القرن التاسع عشر بسبب النزاعات العمالية. في النهاية قدّمت سلطة فلفل خاصة كبديل في مطاعم بلغراد ب سم "red ajvar" ("crveni ajvar") أو "Serbian ajvar" ("srpski ajvar").

## التحضير

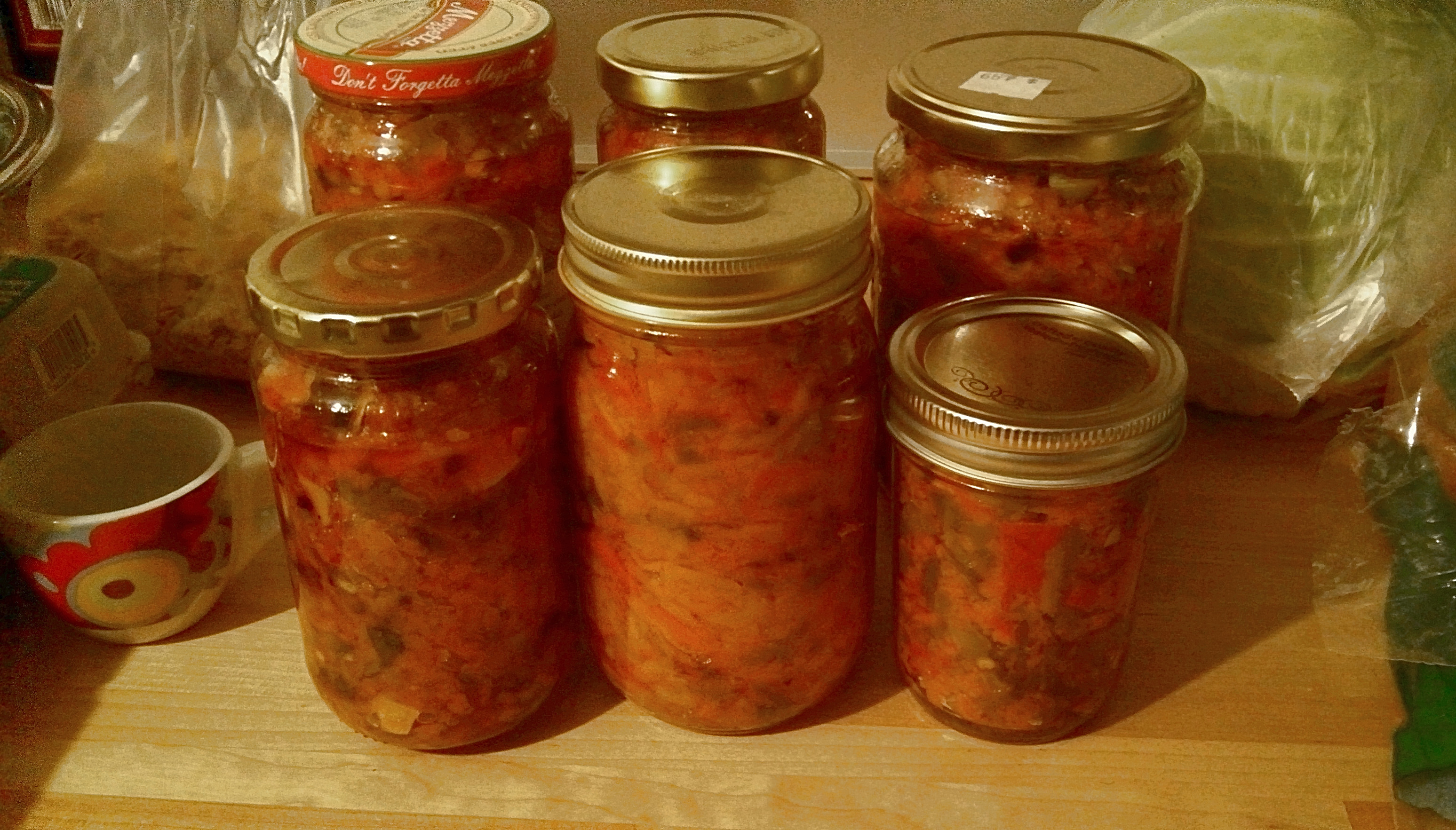
أيفار ومخللات أخرى في غرفة تخزين طعام منزلية

يتكون الأيفار محلي الصنع من الفليفلة التي تحمّص ثم تُفرم ثم تُطبخ، بينما يستخدم بعض المنتجين الصناعيين الفلفل الطازج المفروم المطبوخ بزيت دوار الشمس بعد ذلك، ما يؤدي إلى انخفاض الجودة. يعد تحضير الأيفار صعبًا إلى حد ما، لأنه يتطلب عملاً يدويًا كبيرًا، خاصة تقشير الفليفلة المشوية. تقليدياً، يحضره الناس في منتصف الخريف، عندما تكون الفليفلة الحلوة أكثر وفرة، ويحفظونه في عبوات زجاجية للاستهلاك طوال العام. حسب الروايات المتناقلة، لا تدوم معظم المخزونات حتى الربيع، عندما تصبح الخضار الطازجة متاحة، لذلك عادة ما يتم الاستمتاع بها كغذاء شتوي. في كثير من الأحيان، يجتمع جميع أفراد الأسرة أو الجيران لإعداد الفليفلة. لإنتاج الأيفار، تُحمّص الفليفلة كاملة في طبق على النار، أو في فرن. بعد ذلك يُقشّر الجلد بعناية وتزال البذور. ثم تُطحن الفليفلة أو تقطّع إلى قطع صغيرة. أخيرًا، تُطهى الهريسة الناتجة لعدة ساعات في أوانٍ كبيرة. يُضاف زيت دوار الشمس في هذه المرحلة لتكثيف المياه وتقليلها، ولتعزيز الحفظ فيما بعد. يُضاف ملح الطعام (وأحيانًا الخل) في النهاية وتُسكب الهريسة الساخنة مباشرةً في برطمانات زجاجية معقمة تُغلق على الفور.[بحاجة لمصدر]

## الإنتاج

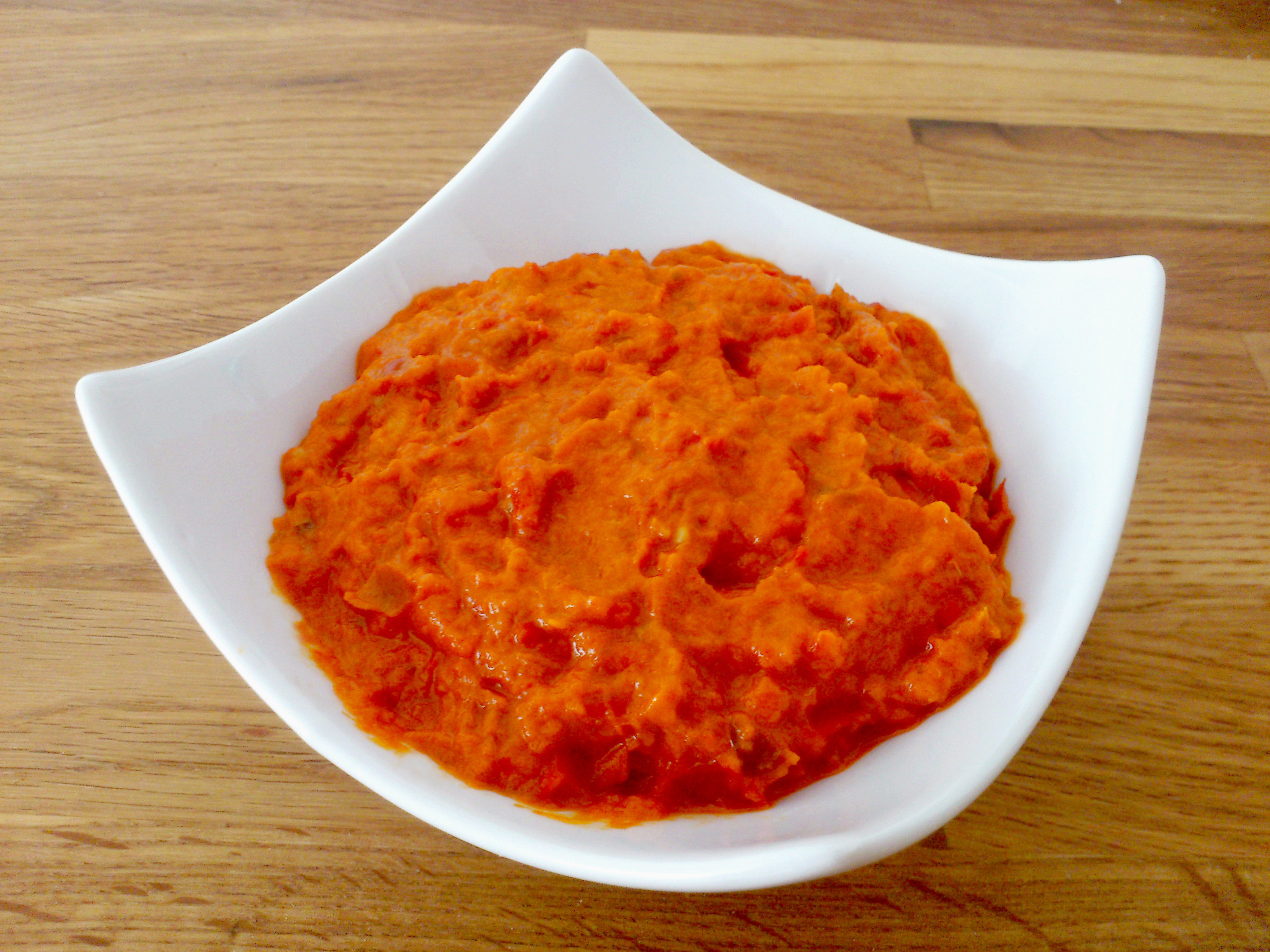
أيفار منتج تجارياً

يُنتَج الأيفار في معظم دول البلقان، بما في ذلك البوسنة والهرسك وكرواتيا ومقدونيا الشمالية وألبانيا وسلوفينيا وصربيا. يبلغ إنتاج صربيا السنوي المعلن 640 طناً.
الأيفار هو أحد الأطعمة المعروفة بـ«زيمنيكا» (الأطعمة الشتوية)، وتشمل الفلفل الحار المخلل والطماطم المخللة وأية أطعمة أخرى تُحفظ في الجرار قبل الشتاء مباشرةً.

## روابط مواقع خارجية
- "Fall Brings Red Peppers and Ajvar, 'Serbian Salsa'". NPR. 8 نوفمبر 2006. مؤرشف من الأصل في 2023-02-19. (article and recipe)
- "Ajvar srpski kavijar" (بالصربية). Novosti. 2013. Archived from the original on 2020-11-20.
- "Leskovčanka po čijem receptu je brendiran srpski ajvar ušla u biznis kad je ostala bez posla". Blic (بالصربية). 2012. Archived from the original on 2022-07-14.
- "Ajvar - Top-notch gastronomic delight, vegan soul food, recipes and origin". Ajvar.com. 2017. مؤرشف من الأصل في 2022-10-05.